# Aserbaidschanischer Fußballpokal 2003/04
Der Aserbaidschanischer Fußballpokal 2003/04 war die zwölfte Austragung des Pokalwettbewerbs im Fußball in Aserbaidschan. Nachdem in der vergangenen kein Pokal ausgespielt wurde, kam es in dieser Saison zur Neuauflage des abgebrochenen Finals von 2002. Neftçi Baku PFK konnte den Titel verteidigen, in dem das Team gegen den FK Şəmkir in der Verlängerung mit 1:0 gewann. Da Neftçi auch die Meisterschaft gewann, qualifizierte sich der unterlegene Pokalfinalist für die 1. Qualifikationsrunde im UEFA-Pokal 2004/05.

## Modus
Bis zum Halbfinale wurden die Sieger in Hin- und Rückspiel ermittelt. Bei Torgleichstand in beiden Spielen zählte zunächst die größere Zahl der auswärts erzielten Tore; gab es auch hierbei einen Gleichstand, wurde das Rückspiel verlängert und ggf. ein Elfmeterschießen zur Entscheidung ausgetragen.

## Teilnehmer
| Premyer Liqası (14) | Premyer Liqası (14) | Birinci Divizionu (7) |
| --- | --- | --- |
| - FK Adliyya Baku - Bakılı Baku PFK - FK Dinamo Baku - FK Kəpəz - FK Lokomotiv İmişli - MOİK Baku PFK - Neftçi Baku PFK | - FK Qarabağ-Azərsun Ağdam - FK Şahdağ-Samur - FK Şəmkir - FK Shafa Baku - PFK Turan Tovuz - FK Xǝzǝr Sumqayıt - Xəzər Universiteti Baku | - FK Energetik Mingəçevir - FK Gənclərbirliyi Sumqayıt - FK Karat Baku - Lider-Qarabağ Ağdam - SAF Baku - Siyəzən-Broyler FK - FK Göyəzən Qazax |

## 1. Runde
In dieser Runde nahmen drei Erstligisten und sieben Zweitligisten teil.
| Datum             |                              | Gesamt |                                 | Hinspiel | Rückspiel |
| ----------------- | ---------------------------- | ------ | ------------------------------- | -------- | --------- |
|                   | FK Shafa Baku (II)           | 0:6    | FK Gənclərbirliyi Sumqayıt (II) | 00:3 1   | 00:3 1    |
| 20.09./05.10.2003 | FK Karat Baku (II)           | 1:2    | FK Kəpəz (I)                    | 1:0      | 0:2       |
| 20.09./05.10.2003 | FK Energetik Mingəçevir (II) | 5:1    | FK Şahdağ-Samur (I)             | 3:0      | 2:1       |
| 20.09./05.10.2003 | FK Adliyya Baku (I)          | 4:1    | Siyəzən-Broyler FK (II)         | 3:0      | 1:1       |
| 20.09./05.10.2003 | Lider-Qarabağ Ağdam (II)     | 4:1    | SAF Baku (II)                   | 4:1      | 0:0       |

## Achtelfinale
Teilnehmer: Die fünf Sieger der 1. Runde und elf weitere Erstligisten.
| Datum             |                                 | Gesamt |                              | Hinspiel | Rückspiel |
| ----------------- | ------------------------------- | ------ | ---------------------------- | -------- | --------- |
|                   | FK Lokomotiv İmişli (I)         | 0:6    | Neftçi Baku PFK (I)          | 00:3 2   | 00:3 2    |
| 18.10./01.11.2003 | FK Gənclərbirliyi Sumqayıt (II) | 3:2    | FK Dinamo Baku (I)           | 2:0      | 1:2       |
| 18.10./01.11.2003 | PFK Turan Tovuz (I)             | 2:6    | FK Qarabağ-Azərsun Ağdam (I) | 2:3      | 0:3       |
| 18.10./01.11.2003 | FK Kəpəz (I)                    | 9:3    | FK Xǝzǝr Sumqayıt (I)        | 6:2      | 3:1       |
| 18.10./02.11.2003 | FK Adliyya Baku (I)             | 1:2    | MOİK Baku PFK (I)            | 0:2      | 1:0       |
| 19.10./02.11.2003 | FK Shafa Baku (I)               | 22:10  | Lider-Qarabağ Ağdam (II)     | 14:00    | 8:1       |
| 19.10./02.11.2003 | FK Energetik Mingəçevir (II)    | 0:5    | FK Şəmkir (I)                | 2:2      | 0:3       |
| 19.10./02.11.2003 | Bakılı Baku PFK (I)             | 3:1    | Xəzər Universiteti Baku (I)  | 3:0      | 0:1       |

## Viertelfinale
| Datum             |                                 | Gesamt |                              | Hinspiel | Rückspiel |
| ----------------- | ------------------------------- | ------ | ---------------------------- | -------- | --------- |
| 17.03./23.03.2004 | FK Gənclərbirliyi Sumqayıt (II) | 0:5    | FK Qarabağ-Azərsun Ağdam (I) | 0:0      | 0:5       |
| 17.03./23.03.2004 | FK Kəpəz (I)                    | 0:5    | FK Şəmkir (I)                | 0:0      | 0:5       |
| 17.03./23.03.2004 | MOİK Baku PFK (I)               | 0:2    | Bakılı Baku PFK (I)          | 0:0      | 0:2       |
| 17.03./23.03.2004 | Neftçi Baku PFK (I)             | 7:1    | FK Shafa Baku (I)            | 6:1      | 1:0       |

## Halbfinale
| Datum             |                              | Gesamt          |                     | Hinspiel | Rückspiel |
| ----------------- | ---------------------------- | --------------- | ------------------- | -------- | --------- |
| 14.04./22.02.2004 | FK Qarabağ-Azərsun Ağdam (I) | 1:4             | FK Şəmkir (I)       | 1:2      | 0:2       |
| 14.04./22.02.2004 | Bakılı Baku PFK (I)          | 1:1 (3:5 i. E.) | Neftçi Baku PFK (I) | 1:0      | 0:1 n. V. |

## Finale
| Paarung   | FK Şəmkir – Neftçi Baku PFK  |
| Ergebnis  | 0:1 n. V.                    |
| Datum     | 9. Mai 2004                  |
| Stadion   | Tofiq-Bəhramov-Stadion, Baku |
| Zuschauer | 8.000                        |
| Tore      | 0:1 Samir Abbasov (104.)     |